# Горючі сланці Івано-Франківської області
Горючі сланці Івано-Франківської області
Корисною компонентою менілітових сланців Карпат є темно-коричневі, чорні тонкоплитчасті, бітумінізовані аргіліти, які часто в розрізі перешаровуються з алевролітами, пісковиками, рідше, вапняковими і кременистими породами.
Прогнозні ресурси менілітових сланців оцінюються в десятки млрд. т. Незважаючи на величезні ресурси, менілітові сланці до цього часу широкого використання в промисловості не мають.
Державним балансом запасів обліковано 2 родовища менілітових сланців: Верхньосиньовидненське у Львівській області із запасами А+В – 1261 тис. т, С1 – 3759 тис. т і Рахинське в Долинському районі Івано-Франківської області, із запасами С1 – 92 тис. т, С2 – 1155 тис. т. Чотири родовища менілітових сланців в Івано-Франківській області Державним балансом не обліковуються: Верхній Струтин (Рожнятівський район), Пнів і Любіжня (Надвірнянський район), Сукель і Ілемня (Долинський район). Запаси по категорії С2 і прогнозні ресурси складають від 150 млн. т (Пнів) до 2000 млн. т (Верхній Струтин). 
Основні показники якості сланців: теплота згорання – 4,9 – 5,9 МДж/кг;      теплотворна здатність при горінні – 1100 – 1400 ккал/кг, ( для порівняння: найбільш висока теплота горіння на родовищах світу – 15 МДж/кг, найбільш поширена – 4 – 6 МДж/кг); вміст органічної речовини від 10 – 20% дуже рідко 20 – 30%; середнє – 15%; вихід основного і найбільш цінного продукту переробки – сланцевої смоли – 3,2 – 6% (найбільш поширена в родовищах світу – 4 – 13%); вміст сірки (шкідливий домішок) – 1,5 – 3,0%; зольність  – 70 – 80%; вихід летких – 10 – 15%; вологи – 1 – 3%.
Якісні показники менілітових сланців значно поступаються показникам сланцевих родовищ світу, що розробляються, особливо за виходом сланцевої смоли, вмістом органічної речовини .
Основні напрямки використання горючих сланців за кордоном – отримання паливно-енергетичної сировини і деяких специфічних продуктів (парафін, кокс, медичні препарати).
В Румунії сланці використовуються як паливо для ТЕС “Аніна”, потужність якої досягає 1 млн. кВт.
Комплексне використання сланців, навіть невисокої якості, може бути економічно доцільним і вигідним. 
Менілітові сланці Карпат досліджувались з метою їх використання, як палива для теплових електростанцій при прямому спалюванні в котлах та спалюванні в “киплячому” шарі.
Роботи не дали позитивних результатів, через незадовільні показники якості – низьку теплотворну здатність, високий вміст сірки, високу зольність .
На сьогодні єдиної думки про використання менілітових сланців, як енергетичного палива не має. За даними Інституту геології і геохімії горючих копалин НАН України, який проводив дослідні роботи на Верхньо-Синєвидненському родовищі, використання менілітових сланців, як енергетичного палива на станціях великої і середньої потужності є недоцільним, а на невеликих енергогенеруючих установках – можливе після проведення великомасштабних геолого-технологічних досліджень. 
За висновками Українського державного геологорозвідувального інституту, будь-який варіант використання сланців, як енергетичної сировини, створює складні екологічні проблеми в Карпатах.
Фахівці Івано-Франківського технічного університету нафти і газу вважають, що за сучасного стану технології і техніки переробки сланців та екологічних наслідків, сьогодні і в найближчому майбутньому реалізація цієї проблеми є недоцільною і економічно невиправданою.
За висновками члена робочої групи по з‘ясуванню можливості використання менілітових сланців, створеною на початку 90-х років в Івано-Франківській області, головного інженера Бурштинської ТЕС, доктора технічних наук В. Здановського - “можна вважати доцільним прискорення вирішення на державному рівні важливого питання – комплексного використання менілітових сланців, в першу чергу забезпечення прикарпатських областей електроенергією без застосування дефіцитних енергоносіїв”.
Ми вважаємо, що майбутнє використання менілітових сланців, як енергетичного палива, пов‘язане з новітніми оптимальними технологіями їх переробки. 
На думку Досіна Г.Д., який вивчав менілітові сланці В. Синьовидненського родовища, найбільш актуальним напрямком дослідження менілітових сланців є:
-	розробка оптимальної технології і їх використання, в першу чергу, сухої перегонки, з метою значного збільшення виходу смол;
-	знайдення ефективних і економічних способів їх збагачення; вивчення перспектив використання “хвостів” цього процесу (зола, напівкокс, “хвости” збагачення);
-	вивчення впливу сланцепереробного підприємства на довкілля, розробка захисних засобів (принципи рекультивації, закріплення відвалів, охорона поверхневих і підземних вод і т. д.).
На основі багаторічних досліджень менілітових сланців в Інституті геології і геохімії горючих копалин НАН України виявлена можливість практичного їх використання, як сировини для промисловості будівельних матеріалів, виробництва щебеню для дорожнього будівництва. Вони придатні для виготовлення спучених матеріалів (карпазиту, агломеніліту), заповнювачів для легких бетонів, цементів вапняково-пуцоланового типу і будівельних деталей  автоклавного тверднення на їх основі; холодних і гарячих асфальтобетонів, керамічних блоків, компонентів легкоплавкої глазурі; виробів кам‘яного лиття (карпаліту); високоякісних труб; гліфталієвих лаків; пластмас; руберойду; на базі фенолів і водних екстрактів – стимуляторів росту рослин і тварин.
На сьогодні особливо перспективним є використання мелених менілітових сланців в виробництві покрівельних і гідроізоляційних матеріалів (руберойду) – для заміни традиційних наповнювачів – тальку і талькомагнезиту, які експортуються з Болгарії та Росії. Потреба в наповнювачах на період 1991 р. складала більше 430 тис. т в рік. Економічний ефект від заміни тальку і талькомагнезиту на менілітові сланці планувався до 300 тис. крб. за рік. На 2001 рік потреба в наповнювачах повинна була досягти 550 тис. т в рік.
На сьогодні підготовлене до розробки В. Синьовидненське родовище у Львівській обл. Проектується кар‘єр і цех помелу менілітових сланців. Основними споживачами будуть підприємства Держкорпорації Укрбудматеріали: Львівський, Стрийський, Славутський заводи м‘якої покрівлі, Луцький картонно-рубероїдний завод.
Рахинське родовище менілітових сланців Івано-Франківської області розвідане для розробки придорожнім кар‘єром з метою виготовлення щебеню для ремонту та будівництва доріг місцевого значення.
На перспективу, враховуючі широкий спектр можливого використання, рекомендується до розвідки Верхньо-Струтинське родовище з великими прогнозними ресурсами менілітових сланців (до 200 млн. т).